# V830 Тельца
V830 Тельца — звезда в созвездии Тельца. Находится на расстоянии 427 св. лет (131 пк) от Солнца. Вокруг звезды вращается как минимум одна экзопланета.
Является переменной звездой типа T Тельца той же массы, что и Солнце, но вдвое большего радиуса. Поверхностная температура звезды составляет 4250 ± 50 K. Для сравнения, поверхностная температура Солнца равна 5778 K. Возраст звезды оценивается в 2 миллиона лет, что показывает молодость объекта. Возраст Солнца по современным оценкам составляет 4,6 млрд лет. Звезда ещё не закончила процесс сжатия, чтобы стать звездой главной последовательности. При данной массе звезда должна провести на главной последовательности около 10 млрд лет.

## Планетная система
V830 Тельца имеет экзопланету V830 Тельца b:
| (r) | R |

| (m) | 0,77 ± 0,15 MJ |

| (P) | 4,93±0,05 д. |

| (a) | 0,057±0,001 а. е. |

| (e) | 0 |